# NGC 3593
NGC 3593 (również PGC 34257 lub UGC 6272) – galaktyka spiralna (S0-a), znajdująca się w gwiazdozbiorze Lwa. Odkrył ją William Herschel 12 kwietnia 1784 roku.